# Friedrich Karl von Hardenberg

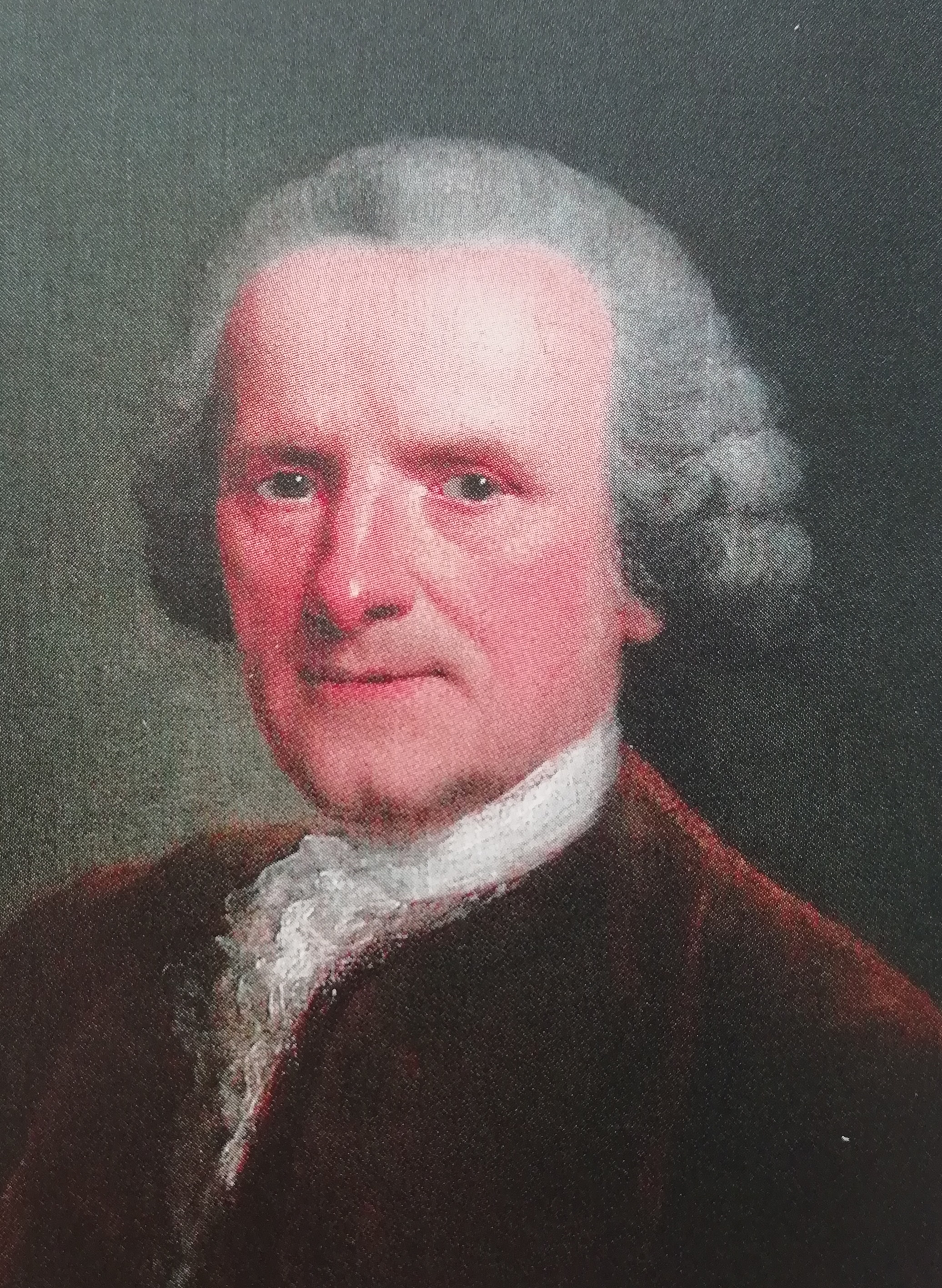
Porträt des Friedrich Karl von Hardenberg um 1760 gemalt von Johann Georg Ziesenis.

Friedrich Karl von Hardenberg  (* 6. Januar 1696 auf Schloss Hardenberg; † 24. Mai 1763) war ein hannoverscher Diplomat, Kriegspräsident und Gartenarchitekt.

## Leben
Hardenberg entstammte dem niedersächsischen Adelsgeschlecht derer von Hardenberg. Er war Sohn des Christian Ludwig von Hardenberg (1663–1736) und der Catharina Sybille Freiin von Dörnberg (1669–1767), war hannoverscher Geheimer Kammerrat und Wirklicher Geheimer Rat. Seine jüngeren Brüder waren der Feldmarschall Christian Ludwig von Hardenberg und der Geheimrat August Ulrich von Hardenberg sowie die Offiziere Hans Christoph (1703–1747) und Georg Wilhelm (1705–1774).
Im Jahre 1741 wurde Hardenberg Oberhofbau- und Gartendirektor von Herrenhausen bei Hannover und leitete die Gestaltung der berühmten Herrenhäuser Gärten.

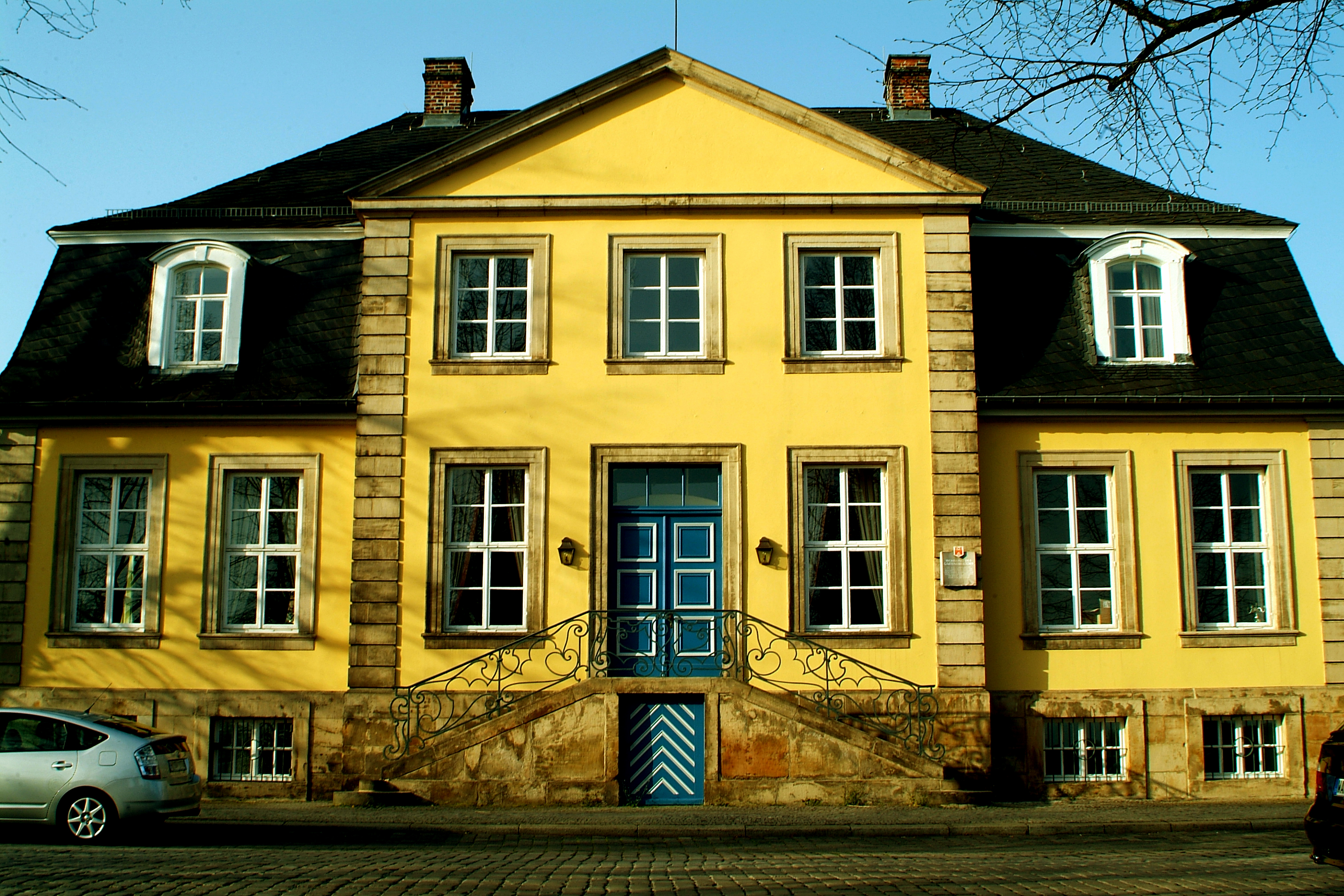
Hardenbergsches Haus, Hannover-Herrenhausen

1747 bis 1750 errichtete der Architekt Johann Paul Heumann für Hardenberg das nach ihm benannte Hardenbergsche Haus an der Stelle, an der zuvor das Gebäude des Gartenkünstlers Martin Charbonnier gestanden hatte.

„Über 35 Jahre lang, davon 22 Jahre allein verantwortlich, hat er dieses Amt verwaltet, ohne dass seine Tätigkeit in der Literatur auch nur erwähnt worden ist. Das erklärt sich einmal dadurch, dass nur wenige Hardenbergs Arbeit als Bau- und Gartendirektor betreffende Aktenstücke erhalten sind, und der tatsächliche Umfang dieser Arbeit und auch die Frage, ob die getroffenen Entscheidungen überwiegend auf seine Anregungen hin oder vom Monarchen ausgegangen sind, weitgehend im Dunkeln bleibt.“

1751 wurde er zum Ehrenmitglied der Göttinger Akademie der Wissenschaften gewählt.